# Pseudosimochromis curvifrons
Pseudosimochromis curvifrons är en fiskart som först beskrevs av Max Poll 1942.  Pseudosimochromis curvifrons ingår i släktet Pseudosimochromis och familjen Cichlidae. IUCN kategoriserar arten globalt som livskraftig. Inga underarter finns listade i Catalogue of Life.